# Jean-Rameau Sokoudjou
Jean-Rameau Sokoudjou né en 1936 est un chef traditionnel des Bamendjou,.

## Biographie

### Enfance, éducation et débuts
Jean-Rameau Sokoudjou quitte, à 13 ans, la quiétude de l’enfance pour succéder à son père le 26 décembre 1953.
Il est passionné d'agriculture.
Il part très tôt dans le sud du Cameroun où il réside avant d'être choisi comme chef. Il apprend le Bulu dans sa famille d'adoption, famille dont le patriarche lui confie la succession.
Il est un chef traditionnel Bamiléké à l'Ouest du Cameroun atypique car il est aussi patriarche au sud du Cameroun en pays Bulu,,, sa terre d'adoption.
Il passe par la prison de Bafoussam, Dschang, Bafia, Yoko, Nanga Eboko, Tcholirré et il reçoit l'amnistie lors de son séjour à la prison de Yaoundé au bout de 2 ans d'incarcération, de 1959 à 1961.
Le 13 août 1975, il est reçu par le pape Paul VI[à vérifier] à Rome ; il plaide alors pour la canonisation d'un Africain ayant payé de sa vie pour sauver un membre du clergé catholique.

### Fonctions
| Médias externes | |
| Images          | |
|                 | https://www.youtube.com/watch?v=qPCdCFe21f8 Fo’o Sokoudjou « le colon français m’avait destitué »                                 |
| Vidéos          | |
|                 | https://www.youtube.com/watch?HZtG5pJPNyg Vérité en face (Chef Sokoudjou) du Dimanche 10 Janvier 2021 - Equinoxe TV 10 janv. 2021 |

Il est le roi des Bamendjou,.
Il est chef de 2e degré, la seconde plus haute hiérarchie de chef traditionnel au Cameroun.
Il assume le rôle de gardien de la collection des objets cultuels et culturels du royaume des Bamendjou.
Il reçoit en audience et ennoblit.
Il promeut le rassemblement des sujets du royaume Bamendjou,.
Il organise tous les 2 ans le Chepan, festival culturel Bamendjou, tenu en 2017 dans le palais offert par l'Unesco et en présence du ministre de la Culture Narcisse Mouelle Kombi.

## Homme public

### Politique

#### Pré-indépendance et durant le Maquis
Il a refusé de faire de sa chefferie un bastion et un relais de l'administration camerounaise durant la guerre du maquis dans le Pays Bamiléké.
Maurice Delauney, futur maire de Cannes, supervise la sécurité dans la région de l'Ouest après Jean-Marie Lamberton. Il construit le camp d'internement de Bangou ou il met Samuel Tanga Fouotsop, chef supérieur Balatchi avec sa cour et les 9 notables aux arrêts. Avec moins de moyens que Jean-Marie Lamberton, il délègue une partie du travail contre les maquisards aux chefs traditionnels du Pays Bamiléké et à leurs serviteurs qui veulent coopérer et peuvent régler leurs comptes avec leurs adversaires. Dans ce contexte, Joseph Kamga, chef de Bandjoun, est loyaliste et lie comme certains autres chefs son destin à celui de l'administration.
Jean Rameau Sokoudjou, réputé chef nationaliste, voit sa chefferie occupée entre novembre 1957 et juin 1958, ses femmes violées sous ses yeux par des soldats sous commandement français .

#### Post indépendance et sous le régime de Biya
Il reçoit en 2020 des hommes politiques camerounais et est mis en garde par le préfet de son département,,,,,.
Il laisse aux hommes du maquis l'accès à son territoire, ce qui lui vaut de la méfiance des autorités de Yaoundé qu'il critique librement. Il est un avocat de l'antitribalisme au Cameroun et lutte en particulier contre la Bamiphobie.
Il donne librement ses opinions sur la gestion des affaires du Cameroun, et se qualifie de réformateur.
Il a fait partie, comme plusieurs chefs traditionnels du pays Bamiléké, du conseil d'administration de plusieurs sociétés coopératives locales dans l'agrobusiness.

### Sujets de société
Il se prononce pour la restitution des œuvres d'art,, objets du patrimoine - tels le tangué, la reine porteuse de coupe - et plusieurs autres œuvres pillées dans son palais pendant la colonisation. Il évoque aussi l'incendie de son palais, phénomène commun aux chefferies Bamiléké, presque toutes brulées durant le maquis du Cameroun et qu'il a reconstruit. Il exprime sa tristesse à voir les héritiers se déchirer après le décès de Victor Fotso.

## Œuvre
Il est régulièrement consulté pour ses opinions et son expérience,,,.
En 2019, il donne, avec la collaboration du groupe Kadji, des éléments de son parcours à Jean-Bruno Tagne pour la rédaction d'une biographie. L'œuvre est préfacée par le cardinal Christian Tumi, postfacée par Charly Gabriel Mbock est commenté par la presse (Le quotidien le jour et Canal 2 International).
Fotué et Perrois le consultent pour leur travail sur les sociétés secrètes des royaumes Bamiléké,. D'autres chercheurs et thésards font appel à ses souvenirs.
Philippe Niorthe, photographe en visite au Cameroun et qui est allé voir les témoins de l'incendie du 24 avril 1960 au quartier Congo à Douala a consulté le roi Sokoudjou sur les assassinats des militants de l'Union des Populations du Cameroun (UPC) dans les chutes de la Métché, auquel le roi Sokoudjou a lui-même échappé.